# 重案組 (電影)
《重案組》是1993年上映的一部香港電影， 由黃志強導演，陳志華後期製作執行導演，動作巨星成龍夥拍金像影帝鄭則士主演，改編自1990年王德輝綁架案。本片入圍第30屆金馬獎及第13屆香港電影金像獎共十項提名，最終奪得金馬獎最佳男主角（成龍）及香港電影金像獎最佳剪接。

## 劇情
身為探長的洪定邦服務皇家香港警察隊三十多年，才幹超卓，但卻無緣升職。眼見臨近退休，決把心一橫，勾結賊人綁架富商王一飛，勒索六千萬。警方派陳幫辦負責調查，就在調查過程中，洪定邦的犯案者身份被陳幫辦識破，只好千方百計，阻止陳幫辦搜集證據......

## 演員表

### 主要演員
| 演 員    | 角 色      | 粵語配音                    | 備 註                                                        |
| 成 龍    | 陳幫辦     | 張炳強                      | Eddie Chan 重案組督察                                        |
| 鄭則士   | 洪定邦     | 馮永和                      | 洪爺 又名：洪誠 重案組探长 影射退休警署警長鍾維政            |
| 羅家英   | 王一飛     | 周永光 (預告片配音: 羅家英) | 富商 影射香港華懋集團創辦人王德輝 改編自1990年王德輝綁架案。 |
| 歐陽佩珊 | 王一飛妻子 | 曾月娥                      | 影射龔如心                                                   |
| 伍詠薇   | 嘉 嘉      | 何錦華                      | 舞女 洪定邦女友                                              |

### 其他演員
| 演 員  | 角 色      | 粵語配音 | 備 註          |
| 潘玲玲 | 心理醫師   | 陸惠玲   |                |
| 盧惠光 | 伍國仁     | 黃志明   | 綁匪           |
| 柯受良 | 柯隊長     |          | 台灣警官       |
| 尹 發  | 西門町     |          |                |
| 鍾 發  | 伍國華     | 楊捷康   | 綁匪           |
| 段偉倫 | 張警司     | 楊捷康   |                |
| 朱栢和 |            |          |                |
| 尹相林 | 綁匪       |          |                |
| 田啟文 | 洪爺手下   |          |                |
| 林德勝 |            |          |                |
| 黎強根 |            |          |                |
| 李忠志 |            |          |                |
| 夏占士 | 綁匪       | 黃志明   |                |
| 余國樂 | 西洋仔手下 |          | 綁匪           |
| 陳德光 | 西洋仔     | 陳永信   | 洪爺線人，綁匪 |
| 房祖名 |            |          | 客串           |
| 陳世騰 |            |          |                |
| 張耀華 |            |          |                |

## 製作
本片於金鐘廊、灣仔行人天橋及告士打道、中環畢打街、紅磡站，以及正準備清拆的九龍城寨取景。

## 獎項
| 年份 | 頒獎典禮             | 獎項         | 名單         | 結果 |
| ---- | -------------------- | ------------ | ------------ | ---- |
| 1993 | 第30屆金馬獎         | 最佳男主角   | 成龍         | 獲獎 |
| 1993 | 第30屆金馬獎         | 最佳男主角   | 鄭則仕       | 提名 |
| 1993 | 第30屆金馬獎         | 最佳動作指導 | 成龍、成家班 | 提名 |
| 1993 | 第30屆金馬獎         | 最佳剪輯     | 張耀宗       | 提名 |
| 1994 | 第13屆香港電影金像獎 | 最佳電影     |              | 提名 |
| 1994 | 第13屆香港電影金像獎 | 最佳導演     | 黃志強       | 提名 |
| 1994 | 第13屆香港電影金像獎 | 最佳男主角   | 成龍         | 提名 |
| 1994 | 第13屆香港電影金像獎 | 最佳男配角   | 鄭則仕       | 提名 |
| 1994 | 第13屆香港電影金像獎 | 最佳動作設計 | 成龍、成家班 | 提名 |
| 1994 | 第13屆香港電影金像獎 | 最佳剪接     | 張耀宗       | 獲獎 |

## 外部連結
- 香港影庫上《重案組》的資料（繁體中文）
- 開眼電影網上《重案組》的資料（繁體中文）
- 豆瓣电影上《重案組》的資料 （简体中文）
- 时光网上《重案組》的資料（简体中文）
- AllMovie上《重案組》的资料（英文）
- 爛番茄上《重案組》的資料（英文）
- 互联网电影数据库（IMDb）上《重案組》的资料（英文）